# Rimbach (Schlitz)
Rimbach ist ein Stadtteil von Schlitz im mittelhessischen Vogelsbergkreis.

## Geographische Lage
Der Ort liegt nordöstlich von Schlitz an der Fulda und 16 km nordöstlich von Lauterbach. Durch das Dorf verläuft die Landesstraße 3140. Sie verbindet den Ort mit Queck und Ober-Wegfurth.

## Geschichte

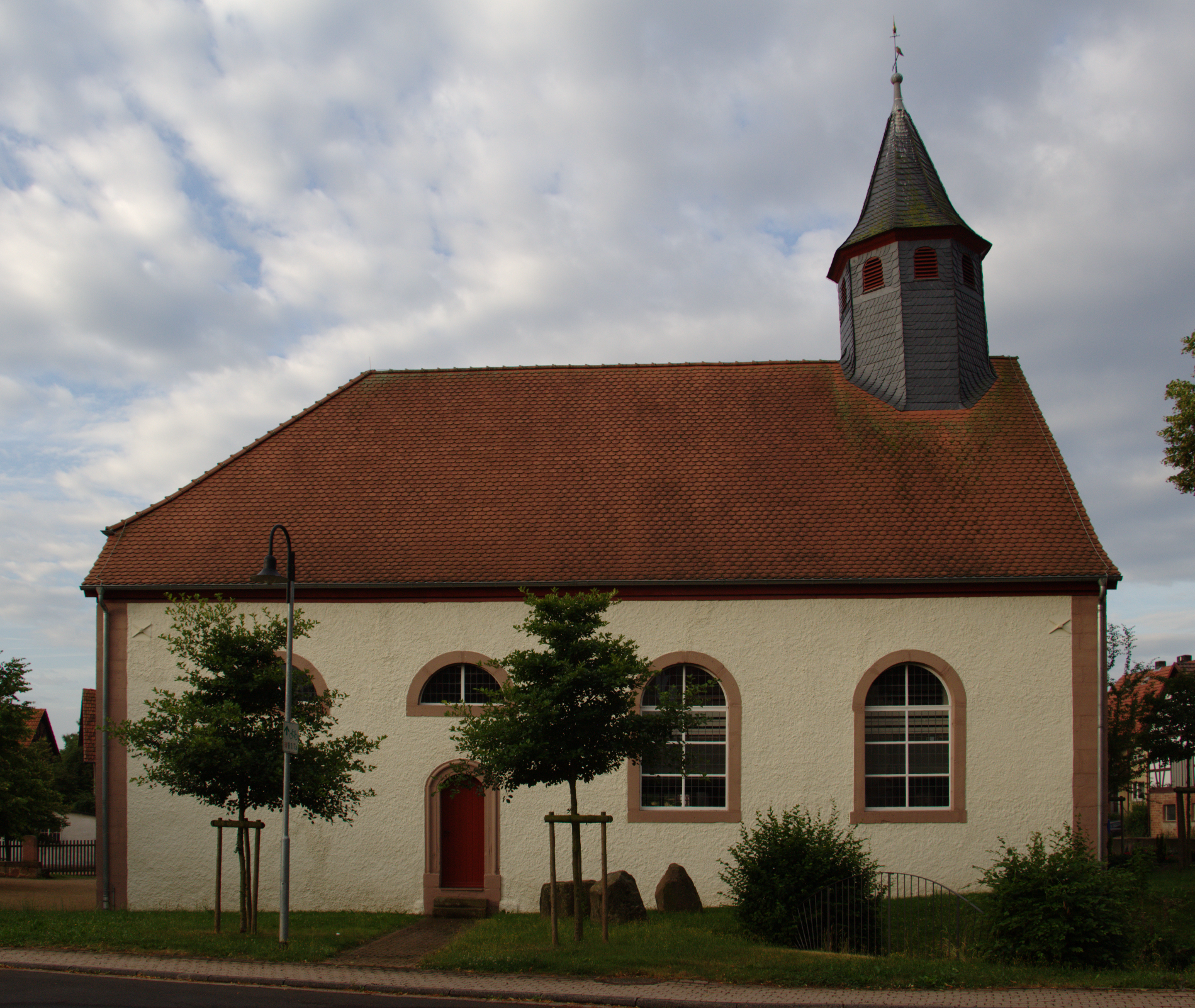
Evangelische Kirche in Rimbach

Die älteste urkundliche Erwähnung des Ortes stammt aus einem Kopialbuch, das zwischen 1350 und 1400 datiert. „eyns czu nydern Rombach, eyns zcu Rymbach. eyns zu alten Swartze“. 1383 wird die Siedlung zu „Rympach“ als Dorf genannt: „tzu Rymbach in dem dorff“. In einer Akte von 1613 heißt es „Rimbach“. Der Ortsname basiert auf einem Gewässernamen in Kombination mit dem mhd. Tiernamen „rint“ = Rind.
Die evangelische Kirche wurde um 1727 anstelle eines Vorgängerbaus neu errichtet. Sie steht unter Denkmalschutz.
In Rimbach galten die Schlitzer Verordnungen aus dem 18. Jahrhundert zusammen mit Teilen des Fuldischen Rechts als Partikularrecht. Das Gemeine Recht galt nur, soweit diese speziellen Regelungen für einen Sachverhalt keine Bestimmungen enthielten. Dieses Sonderrecht behielt seine Geltung auch während der Zugehörigkeit zum Großherzogtum Hessen im 19. Jahrhundert. In der gerichtlichen Praxis wurden die Verordnungen aber nur noch selten angewandt. Das Partikularrecht wurde zum 1. Januar 1900 von dem einheitlich im ganzen Deutschen Reich geltenden Bürgerlichen Gesetzbuch abgelöst.
Am 31. Dezember 1971 wurde Rimbach im Zuge der Gebietsreform in Hessen in die Stadt Schlitz eingegliedert.
Für die unter Denkmalschutz stehenden Gebäude des Ortes siehe die Liste der Kulturdenkmäler in Rimbach.

## Politik
Ortsvorsteher war Wilfried Susemichel von 1996 bis 2021. Seit April 2021 ist dies Torsten Köhler(Stand Mai 2021).

## Infrastruktur
In Rimbach gibt es 
- eine evangelische Pfarrkirche
- ein Dorfgemeinschaftshaus
- eine Grillhütte
- ein mittelalterliches Hofgut

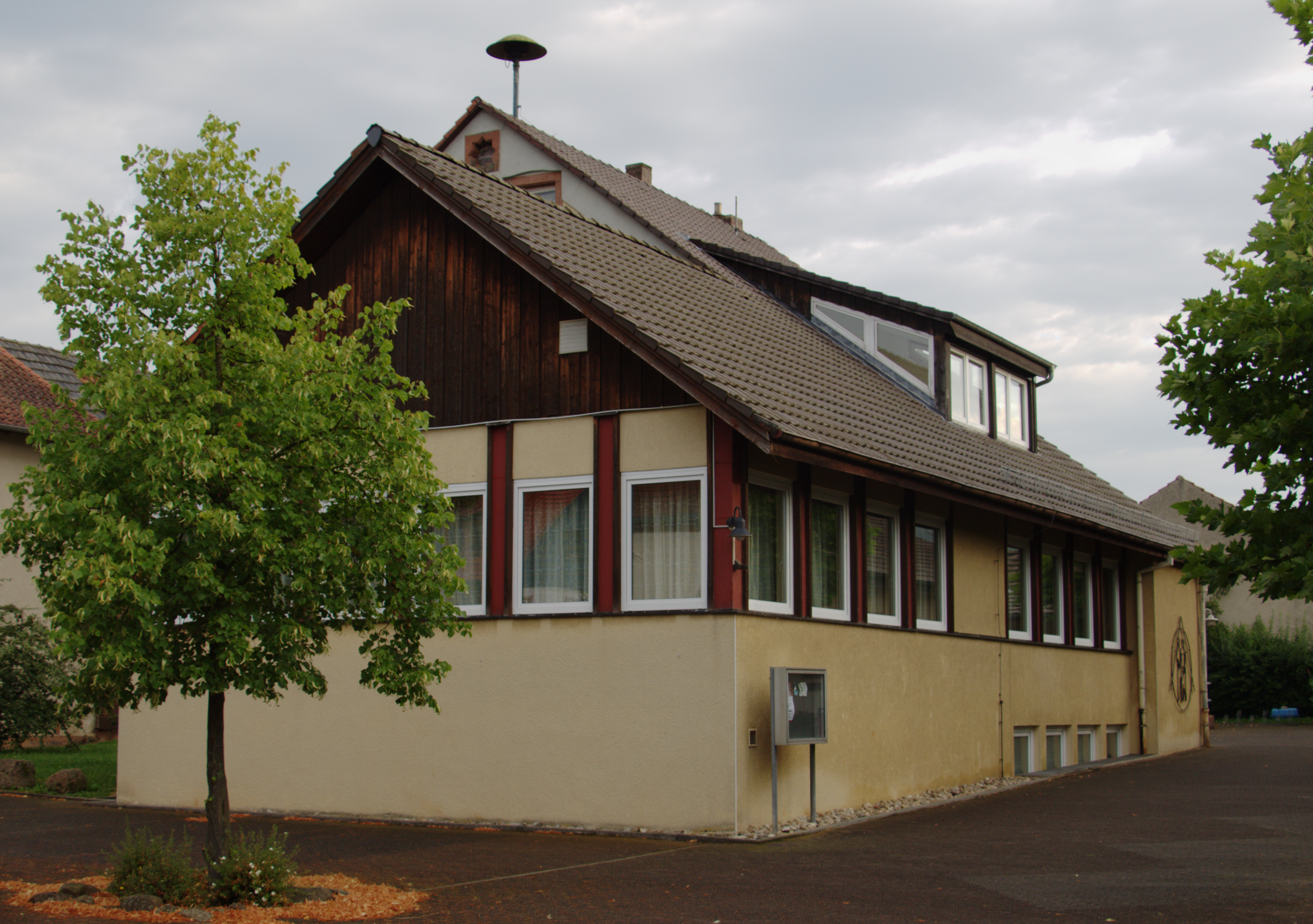
Das Dorfgemeinschaftshaus

- einen Windpark(12 WKAs) der Firma ABO Wind westlich gelegen größtenteils auf dem Schlitzer Höhenweg